# لبخند زیبای تو
لبخند زیبای تو (به هندی: Hasee Toh Phasee) فیلمی است محصول سال ۲۰۱۴ و به کارگردانی وینیل متیو است. در این فیلم بازیگرانی همچون سیدهارث مالهورترا، پرینیتی چوپرا، آدا شارما، مانوج جوشی، شارات ساکسنا، کاران جوهر، تینو آناند، بابی دارلینگ ایفای نقش کرده‌اند.